# Gobioidei
Gobioidei è un sottordine di Perciformes.

## Famiglie
- Eleotridae
- Gobiidae
- Kraemeriidae
- Microdesmidae
- Odontobutidae
- Rhyacichthyidae
- Schindleriidae
- Xenisthmidae